# Breda Model 35
De Breda Model 35 of Cannone-Mitragliera da 20/65 modello 35 (Breda) was een kaliber 20 mm luchtafweerkanon dat werd gebruikt door Italië ten tijde van de Tweede Wereldoorlog. Het werd geïntroduceerd in 1935 en het was een van de twee wapens van het Italiaanse leger dat voor kaliber 20x138mmB patronen was ingericht (het andere was de Cannone-Mitragliera da 20/77). Dit kanon was ook gemonteerd op de SPA-Viberti AS.42 en Autoblinda AB41.